# Babe Didrikson Zaharias
Mildred Ella „Babe“ Didrikson Zaharias (* 26. Juni 1911 in Port Arthur, Texas; † 27. September 1956 in Galveston, Texas; gebürtige Mildred Didrikson, Babe Zaharias genannt) war eine US-amerikanische Leichtathletin und Golferin. Sie nahm an den Olympischen Spielen von 1932 teil und gewann zwei Goldmedaillen. Laut Guinness World Records ist sie gemeinsam mit Charlotte Dod die vielseitigste Sportlerin der Geschichte. 

## Karriere
Mildred Didrikson, Tochter eines in die USA ausgewanderten Seemanns aus Norwegen, trat bei den am 4. Juli 1932 in Evanston im Bundesstaat Illinois abgehaltenen US-amerikanischen Leichtathletik-Meisterschaften in einem Zeitraum von drei Stunden in acht verschiedenen Disziplinen an. Dabei ging sie sechsmal als Sieger aus dem Wettkampf hervor. Bei einer Bahnfahrt des US-Nationalteams übergoss sie ihre afroamerikanischen Teamkolleginnen Tidye Pickett und Louise Stokes mit Eiswasser, da sie nicht einverstanden mit der erstmaligen Aufnahme afroamerikanischer Sportlerinnen in den Nationalkader war. Pickett stellte sie zur Rede, ohne dass dies zu einer Entschuldigung  Didriksons führte. Auch darüber hinaus hatte es für Didrikson keine Konsequenzen, allerdings wurden vor dem Start beide farbigen Athletinnen aus der Mannschaft genommen und durch weiße Starterinnen ersetzt.
Didrikson hatte sich für alle fünf Leichtathletik-Wettbewerbe der Olympischen Spiele 1932 qualifiziert. Aufgrund der Statuten durfte sie nur an dreien davon teilnehmen. Ohnehin sahen die Funktionäre das Wunderkind, das schon als Jugendliche unschlagbar im Werfen und Rennen war, und zudem als Boxerin, Tennisspielerin, im Baseball und in der Leichtathletik überzeugte, mit Misstrauen. Vor allem ihre Verbindungen zum Berufssport riefen Ärger hervor, denn Didrikson spielte im Herren-Baseballteam der Brooklyn Dodgers, wo sie aufgrund ihrer Schlagkraft in Anlehnung an die Baseball-Legende Babe Ruth den Spitznamen „Babe“ erhielt. Aufgrund der Beschränkungen entschied sie sich bei den Spielen für Speerwurf (Goldmedaille), 80 Meter Hürden (Goldmedaille und Weltrekord) und den Hochsprung. Im Finale sprang sie mit 1,657 m allerdings genauso hoch wie ihre Teamkollegin Jean Shiley. Die Jury beschloss, Didrikson aufgrund des Sprungstils (Kopf voran, sogenannter „Tauchroller“) nur den zweiten Platz zuzuweisen. Damit waren aber weder Didrikson noch Shiley zufrieden. Die beiden Frauen ließen ihre Medaillen verschmelzen und behielten als Trophäe eine Silber-Gold-Legierung.
Didrikson startete zudem neben der Leichtathletik und ihren fünf weiteren Stamm-Sportarten Baseball, Basketball, Billard, Bowling und Golf auch im Fechten, Schießen, Tennis, Reiten und Eisschnelllauf.
Auf der Suche nach neuen Herausforderungen wandte sie sich bald darauf dem Golfsport zu. Der Aufwand lohnte sich, denn bald konnte sie es mit den besten Golfern des Landes aufnehmen. Als Profi-Spielerin gewann sie dreimal die US Open. 1944 gab sie ihre Profilizenz zurück und spielte fortan als Amateurin. Als erste US-Amerikanerin gewann sie die British Ladies Amateur Golf Championship im schottischen Gullane. 1947 konnte sie 14 Golf-Turniere gewinnen.

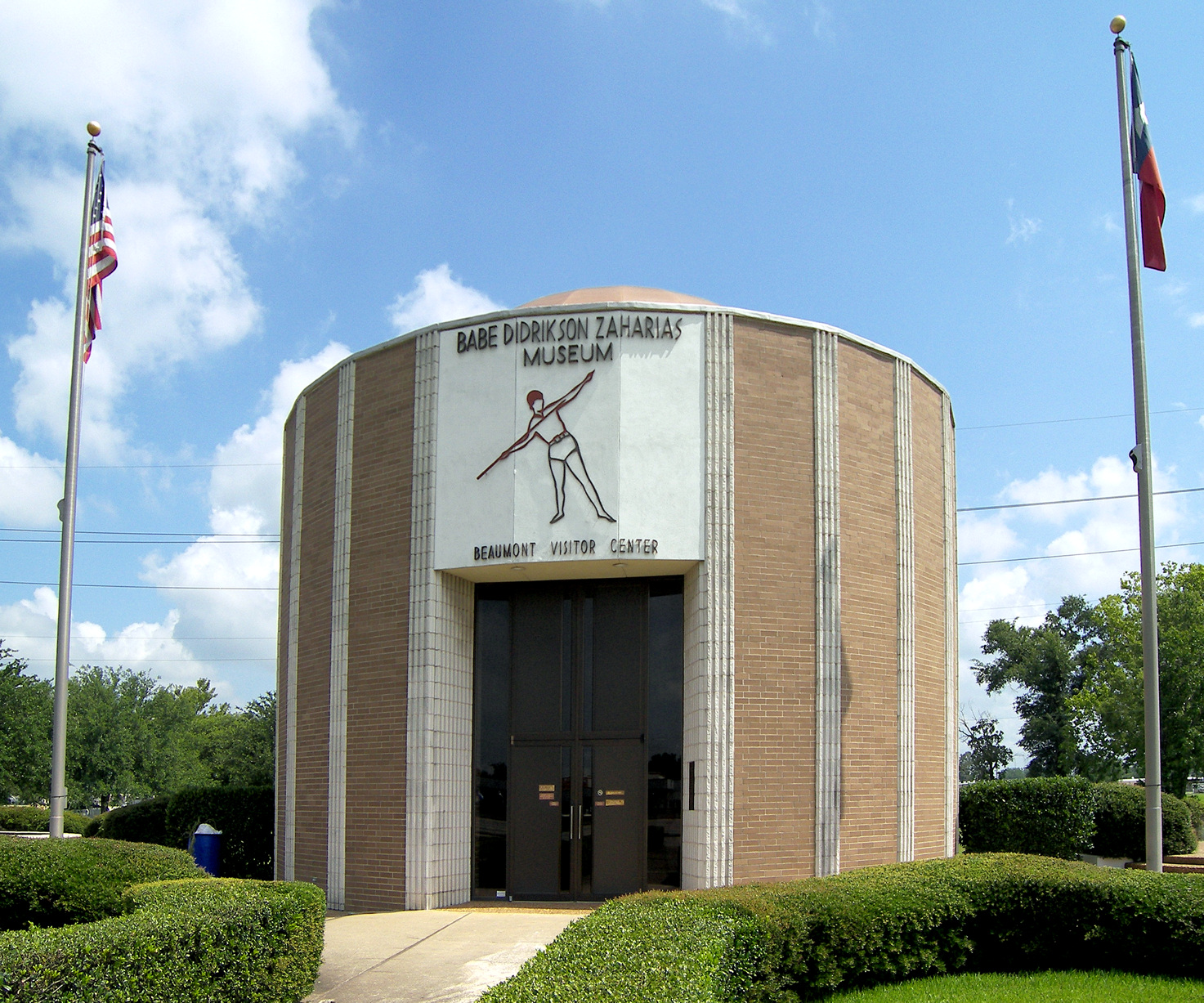
Das Babe Didrikson Zaharias Museum & Visitor Center in Beaumont, Texas, im Jahre 2007.

1951 war Zaharias unter den ersten Golferinnen, die in die neugeschaffene Hall of Fame of Women’s Golf aufgenommen wurden. 1954 gewann sie, bereits schwer krank, ihr letztes US Open. Sie starb im September 1956 an Krebs.
Didrikson wurde erstmals 1932 mit der Sportler des Jahres-Auszeichnung von Associated Press geehrt. Nachdem sie zum Golfsport wechselte, erhielt sie diesen Preis noch vier weitere Male. Postum wurde sie 2012 in die IAAF Hall of Fame aufgenommen. Donald Trump verlieh ihr postum die Presidential Medal of Freedom.